# 348 a. C.
El año 348 a. C. fue un año del calendario romano prejuliano. En el Imperio romano se conocía como el Año del Consulado de Corvo y Lenas (o menos frecuentemente, año 406 Ab urbe condita). 

## Acontecimientos
- Segundo tratado entre cartagineses y romanos por el que se reconocía como frontera de los griegos desde Marsella al Cabo de Palos.
- Filipo II de Macedonia destruye Olinto, principal ciudad de Calcídica.

- Datos: Q81149